# Horní Žandov
Horní Žandov (deutsch: Ober Sandau) ist ein Ortsteil der Gemeinde Dolní Žandov in Tschechien, die sich im Kreis Eger befindet.

## Geographie

### Geographische Lage
Horní Žandov liegt etwa einen Kilometer südlich von Dolní Žandov (Unter Sandau) und etwa fünf Kilometer östlich von Palič (Palitz).

### Nachbargemeinden
Zweieinhalb Kilometer südlich liegt Vysoká (Maiersgrün), und etwa vier Kilometer östlich liegt Lázně Kynžvart (Bad Königswart). Im Südosten von Ober Sandau liegt auch, etwa dreieinhalb Kilometer entfernt, die Ortschaft Stará Voda (Altwasser).

## Geschichte
Die erste schriftliche Erwähnung des Dorfes stammt aus dem Jahr 1367.

### Einwohnerentwicklung
Bis zum Jahr 1945 war Unter Sandau überwiegend von Deutschböhmen besiedelt, die vertrieben wurden.
| Jahr | Einwohner | Anmerkungen   |
| ---- | --------- | ------------- |
| 1847 | 372       | in 58 Häusern |
| 1930 | 346       | [ 4 ]         |
| 1939 | 345       | [ 4 ]         |

2001 hatte Horní Žandov 60 Einwohner.